# Bisdom Susa

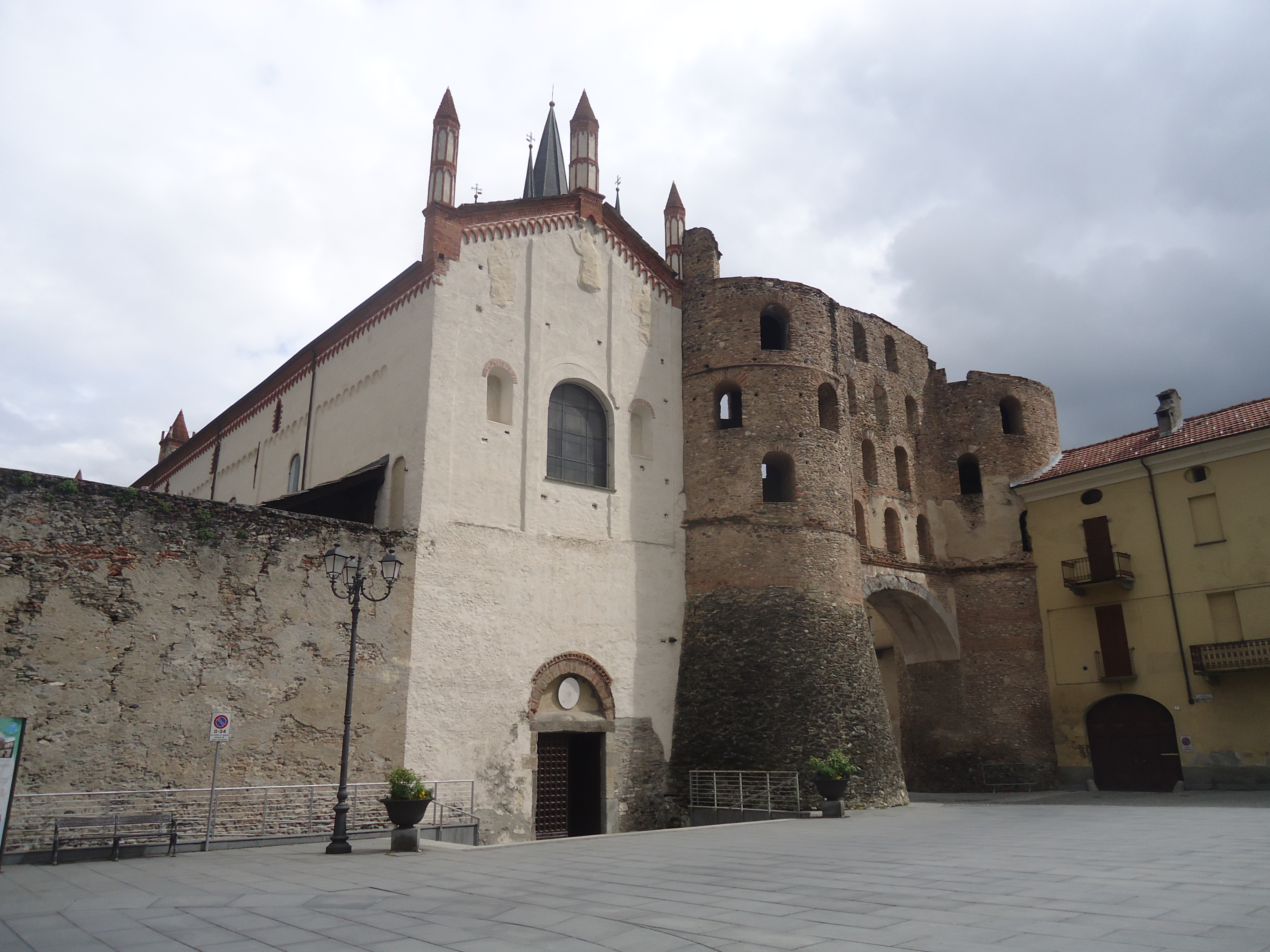
Kathedraal van Susa

Het bisdom Susa (Latijn: Dioecesis Segusiensis; Italiaans: Diocesi di Susa) is een in Italië gelegen rooms-katholiek bisdom met zetel in de stad Susa in de provincie Turijn. Het bisdom behoort tot de kerkprovincie Turijn, en is, samen met de bisdommen Acqui, Alba, Aosta, Asti, Cuneo, Fossano, Ivrea, Mondovì, Pinerolo en Saluzzo suffragaan aan het aartsbisdom Turijn.

## Geschiedenis
Het bisdom Susa werd opgericht op 3 augustus 1772 door paus Clemens XIV met de apostolische constitutie Quod nobis. Het gebied behoorde daarvoor toe aan het aartsbisdom Turijn. In 1803 werd het bisdom opgeheven en het gebied viel toe aan het aartsbisdom Turijn. Op 17 juli 1817 werd het bisdom door paus Pius VII opnieuw opgericht met de apostolische constitutie Beati Petri.

## Bisschoppen van Susa
- 1778–1800: Giuseppe Francesco Maria Ferraris da Genola (vervolgens bisschop van Saluzzo)
- 1817–1822: Giuseppe Prin
- 1824–1830: Francesco Vincenzo Lombard
- 1832–1838: Pietro Antonio Cirio
- 1839–1844: Pio Vincenzo Forzani (vervolgens bisschop van Vigevano)
- 1845–1866: Giovanni Antonio Odone
- 1872–1877: Federico Mascaretti OCarm
- 1877–1903: Edoardo Giuseppe Rosaz
- 1903–1910: Carlo Marozio
- 1911–1920: Giuseppe Castelli (vervolgens bisschop van Cuneo)
- 1921–1932: Umberto Rossi (vervolgens bisschop van Asti)
- 1932–1953: Umberto Ugliengo
- 1953–1954: Giovanni Giorgis
- 1954–1978: Giuseppe Garneri
- 1978–2000: Vittorio Bernardetto
- 2000-heden: Alfonso Badini Confalonieri